# Pierre Sinibaldi
Pierre Sinibaldi (Montegrosso, Francia, 29 de febrero de 1924-Tolón, Francia, 24 de enero de 2012) fue un futbolista y entrenador francés. Jugaba como delantero.

## Trayectoria

### Como jugador
Debutó en 1942 en el A. S. Troyes-Savinienne y, en 1944, fichó por el Stade de Reims. Con este equipo consiguió dos Ligas francesas, en 1949 y 1953, una Copa de Francia en 1950, y fue el máximo goleador del campeonato de Primera División en 1947 al anotar treinta y tres goles. Posteriormente, fue contratado por el F. C. Nantes, donde pasó una temporada hasta que el Olympique de Lyon se hizo con sus servicios. En Lyon sólo participó en un encuentro y, en 1955, se marchó al Perpignan F. C. donde dio por concluida su carrera como jugador un año después.

### Como entrenador
Tras abandonar la práctica del fútbol, se hizo cargo del Perpignan como entrenador hasta 1959. Después de ejercer como seleccionador de Luxemburgo durante un breve periodo de tiempo, fichó por el R. S. C. Anderlecht en 1960. Dirigió al conjunto belga en dos etapas en las que se proclamó campeón de Liga en cuatro ocasiones, además de ganar una Copa de Bélgica en 1965 y alcanzar la final de la Copa de Ferias en 1970, donde cayeron derrotados ante el Arsenal F. C.
Para la campaña 1971-72 se incorporó a la U. D. Las Palmas, de la Primera División de España, donde permaneció cuatro temporadas seguidas y se convirtió en el entrenador que más partidos ha dirigido al equipo canario, 166 entre la Liga, la Copa del Rey y la Copa de la UEFA, récord que aún sigue intacto. Su logro más destacado fue alcanzar la tercera ronda de la Copa de la UEFA en 1973. En 1975, abandonó Las Palmas y, con la temporada 1975-76 ya comenzada, fue contratado por el Real Sporting de Gijón para sustituir a Pasieguito e intentar sacar al equipo de los puestos de descenso. Sin embargo, el Sporting no logró mantener la categoría y descendió a Segunda División. Con ello acabó su etapa en España y regresó a su país natal para entrenar al E. S. La Ciotat y al Sporting Toulon Var, club en el que se retiró en 1980.
Al abandonar la actividad futbolística fijó su residencia en Tolón, donde pasó el resto de sus días hasta su fallecimiento, el 26 de enero de 2012, cuando contaba con ochenta y siete años de edad.

## Selección nacional
Fue internacional en dos ocasiones con la selección de fútbol de Francia. Su debut se produjo el 19 de mayo de 1946, en una victoria del combinado francés ante Inglaterra por 2-1.

## Clubes

### Como jugador
| Club                    | País    | Año       |
| ----------------------- | ------- | --------- |
| A. S. Troyes-Savinienne | Francia | 1942-1944 |
| Stade de Reims          | Francia | 1944-1953 |
| F. C. Nantes            | Francia | 1953-1954 |
| Olympique de Lyon       | Francia | 1954-1955 |
| Perpignan F. C.         | Francia | 1955-1956 |

### Como entrenador
| Club                    | País       | Año       |
| ----------------------- | ---------- | --------- |
| Perpignan F. C.         | Francia    | 1956-1959 |
| Selección de Luxemburgo | Luxemburgo | 1960      |
| R. S. C. Anderlecht     | Bélgica    | 1960-1966 |
| A. S. Monaco F. C.      | Francia    | 1966-1968 |
| R. S. C. Anderlecht     | Bélgica    | 1970-1971 |
| U. D. Las Palmas        | España     | 1971-1975 |
| Real Sporting de Gijón  | España     | 1975-1976 |
| E. S. La Ciotat         | Francia    | 1976-1978 |
| Sporting Toulon Var     | Francia    | 1979-1980 |

## Palmarés

### Como jugador
| Título          | Club           | País    | Año  |
| --------------- | -------------- | ------- | ---- |
| Liga francesa   | Stade de Reims | Francia | 1949 |
| Copa de Francia | Stade de Reims | Francia | 1950 |
| Liga francesa   | Stade de Reims | Francia | 1953 |

### Como entrenador
| Título          | Club                | País    | Año  |
| --------------- | ------------------- | ------- | ---- |
| Liga belga      | R. S. C. Anderlecht | Bélgica | 1962 |
| Liga belga      | R. S. C. Anderlecht | Bélgica | 1964 |
| Liga belga      | R. S. C. Anderlecht | Bélgica | 1965 |
| Copa de Bélgica | R. S. C. Anderlecht | Bélgica | 1965 |
| Liga belga      | R. S. C. Anderlecht | Bélgica | 1966 |